# A Risota (jornal)
A risota : semanário humorístico foi uma publicação periódica humorística  publicada em Lisboa em 1939, de carácter satírico, dirigida por Augusto de Santa Rita.